# О’Шарки, Кахал
Кахал О’Шарки (ирл. Cathal Ó Searcaigh, р. 1956) — ирландский поэт, драматург и прозаик, пишет на ирландском языке (в частности, на ольстерском диалекте). Открытый гей.

## Биография
Родился в Гортахорке, графство Донегол, в настоящее время живёт в деревне Гуидор у подножия горы Эрригал.
О’Шарки печатается с 1990-х годов, среди сборников его стихов Homecoming/An Bealach 'na Bhaile (1993), Na Buachaillí Bána (1995); Out in the Open (перевод Фрэнка Сьюэлла, 1997); Ag Tnúth leis an tSolas (2001, в том же году удостоенный The Irish Times литературной премии за произведение на ирландском языке); Gúrú i gClúidíní (2006).
Стихотворения О’Шарки «Níl Aon Ní» и «Maigdiléana» были включены в программу квалификационного экзамена по ирландскому языку, а впоследствии в неё были добавлены также его произведения «Seal i Neipeal» и «Colmain».
Пьесы О’Шарки включают такие произведения как Mairimid leis na Mistéirí; Tá an Tóin ag Titim as an tSaol; Oíche Dhrochghealaí (последняя, вышедшая в 2001 году, основана на истории иудейской царевны Саломеи, дочери Иродиады и Ирода Боэта, персонажа Нового завета).
В Индии издан сборник стихов О’Шарки с параллельными текстами на английском и непальском языках, переведены на непальский Ю.Шарма.
Первое прозаическое произведение О’Шарки, Seal i Neipeal, (рассказ о его пребывании в Непале) было опубликовано в 2004 году.
О’Шарки ведёт благотворительную деятельность, спонсирует образование многих студентов в Непале, перечислив им более 100 тысяч евро У О’Шарки есть неофициальный приёмный сын из Непала — Прем Тималшина, который в 1998 году приезжал в Ирландию к Кахалу. Сейчас Прем Тималшина снова живёт в Непале, где у него есть собственный сын, которого Кахал О’Шарки считает своим внуком и посвятил ему несколько стихотворений.

## Скандалы
В 2007 году в Ирландии вышел документальный фильм «Сказка Катманду» (англ. Fairytale of Kathmandu) режиссёра Ниса Шейнана продолжительностью 60 минут, посвященный образу жизни О’Шарки в Непале, и в частности, его сексуальным отношениям с непальскими мальчиками-тинейджерами. Авторы фильма демонстрируют, как О’Шарки платит за жильё, питание, одежду мальчиков, покупает им велосипеды, представляя это как вариант сексуальной эксплуатации. Сам О’Шарки говорит на камеру, что занимался сексом с некоторыми из этих мальчиков, отрицая, что он принуждал их к сексу. По словам О’Шарки, он имел сексуальные отношения только с «небольшой частью» из них, и никогда не занимался анальным сексом в Непале.
Выход фильма «Сказка Катманду» вызвал скандал, по поводу которого О’Шарки дал ряд интервью, в частности на Радио Гэлтахата.
Также О’Шарки должен был выступить в программе The Late Late Show телекомпании Raidió Teilifís Éireann (RTÉ) 6 февраля 2009 года. RTÉ получило юридическую консультацию, что интервью должно быть предварительно записано, но О’Шарки отказался появиться на шоу, когда ему сообщили об этом.
7 февраля 2009 года О’Шарки дал интервью на английском журналу Hot Press (опубликовано 12 февраля 2009 года), в котором дал развёрнутый ответ на обвинения, предъявленные ему как в фильме, так и в последующих публикациях в СМИ.

## Награды
О’Шарки удостоен премии Шона О’Риордана (1993) и премии Duais Bhord Na Gaeilge (1995), а в 2006 получил литературную премию Американского Ирландского фонда.
Является членом ассоциации деятелей ирландской культуры Aosdána.